# Paul Kipkoech
Paul Kipkoech (ur. 6 stycznia 1963 w Kapsabet, zm. 16 marca 1995 w Eldoret) – kenijski lekkoatleta, długodystansowiec.

## Sukcesy
- 5. miejsce podczas Igrzysk olimpijskich (bieg na 5000 m Los Angeles 1984)[1]
- dwa złote medale (indywidualnie i drużynowo) mistrzostw Afryki w biegach przełajowych (Nairobi 1985)
- złoto mistrzostw świata (Bieg na 10 000 m Rzym 1987)
- liczne medale mistrzostw Afryki w lekkoatletyce oraz igrzysk afrykańskich
- 9 medali mistrzostw świata w biegach przełajowych :
  - Gateshead 1983 - brąz w drużynie
  - Lizbona 1985 - 2 srebrne medale : indywidualnie oraz w drużynie
  - Colombier 1986 - złoto w drużynie
  - Warszawa 1987 - srebro indywidualnie oraz złoto w drużynie
  - Auckland 1988 - srebro indywidualnie oraz złoto w drużynie
  - Aix-les-Bains 1990 -złoto w drużynie

## Rekordy życiowe
- Bieg na 5000 m - 13:33.33 (1983)
- Bieg na 10 000 m - 27:38.63  (1987)
- Bieg na 10 km - 27:31 (1988)